# Perrinton
Perrinton è un villaggio degli Stati Uniti d'America, situato nello Stato del Michigan, nella contea di Gratiot.